# 渭河南站
渭河南站位于中华人民共和国陕西省西安市未央区明光路与河堤路交叉口南侧，是西安地铁14号线的一座高架车站，于2019年9月29日随西安机场城际铁路同步开通运营。

## 车站结构
本站为地上两层侧式站台车站，车站主体设置在明光路中央，站厅和出入口分别设置在明光路两侧。
- 站徽（2023年8月）
- 东车站大楼（2023年8月）
- 西车站大楼（2023年8月）
- 东站厅（2023年8月）
- 往机场西站站台（2022年8月）
- 往贺韶站站台（2022年8月）

| 地上二层 | 东站厅                   | 客务中心、自动售票机、进出站闸机、长安通自助机，往B出入口 |
| 地上二层 | 侧式站台，右侧开门       |                                                           |
| 地上二层 | 14号线往机场西（秦宫）   |                                                           |
| 地上二层 | 14号线往贺韶（西安北站） |                                                           |
| 地上二层 | 侧式站台，右侧开门       |                                                           |
| 地上二层 | 西站厅                   | 客务中心、自动售票机、进出站闸机、长安通自助机，往A出入口 |
| 地面     | 明光路东侧               | B出入口                                                   |
| 地面     | 明光路中央               | 换向通道                                                  |
| 地面     | 明光路西侧               | A出入口                                                   |

## 出入口
本站共有2个出入口，现仅启用B出入口。
|      |                                                          |      |
| 编号 | 指引                                                     | 图片 |
| A    | 明光路（西）、河堤路（南）、机场专用高速、渭河生态景观区 |      |
| B    | 明光路（东）、河堤路（南）、渭河生态景观区               |      |

## 接驳公交

### 车站南侧，明光路尚稷路口

#### 西侧西行，近A出口/东侧东行，近B出口
| 尚稷路明光路口 | 尚稷路明光路口     | 尚稷路明光路口 | 尚稷路明光路口       | 尚稷路明光路口 |
| 编号           | 路线               | 路线           | 路线                 | 备注           |
| -------------- | ------------------ | -------------- | -------------------- | -------------- |
| 840            | （咸阳）秦宫地铁站 | ⇆              | （西安）凤城八路西口 | 原 840区间     |